# يبرين
يبرين هي واحة في المملكة العربية السعودية تقع على بعد 130 ميلًا (210 كيلومتر) جنوب الرياض، داخل المنطقة الشرقية. أقرب مدينة لها هي حرض؛ إذ تبعد عنها بحوالي 90 كيلومترًا جنوبًا. كانت المنطقة مستوطنة قديمة مهجورة.
يتميز اقتصادها بالزراعة وتكثر فيها بساتين التمور والمحاصيل الزراعية  وغالبًا ما تعتمد على الري التقليدي. تقع المنطقة في منطقة ذات موارد مائية طبيعية على عكس مشاريع الري المحوري المركزية الأكثر شيوعًا والتي تدعمها مياه المحيطات المحلاة من البحر الأحمر أو الخليج العربي.

## الموقع الجغرافي
تقع يبرين في الجنوب الغربي من المنطقة الشرقية، وهي جنوب حرض بتسعين كيلو متراً، وتبعد يبرين عن الأحساء 250 كيلو متراً، وتتبع لها إدارياً، وتعد البوابة الشمالية الشرقية للربع الخالي، وتتبع لحاضرة يبرين ما يزيد على عشرين هجرة صغيرة، منها: الحفاير، الخن القديم، الخن الجديد، العبدلية، الدماغية ، الحفاير، أم أثلة، الراشدية، عطية، الرفيعة، القباليات، الطويلة،سلطانة، الأحمدية، وحرض، وتشتهر يبرين بوفرة الماء والزراعة وتربية الماشية، خاصة الإبل، بالإضافة لكثرة الآثار. ويُذكر للرئيس السابق لمجلس بلدي يبرين محمد بن راشد بن جهيم المري قصة تاريخية عن يبرين، يعود تاريخها إلى مئات السنين، مستشهداً بما يردده أجدادهم بأنها كانت مأهولة بالسكان، قبل العصر الإسلامي، مستدلين على ذلك بوجود الآثار القديمة في الهجرة.

## التاريخ
تتميز واحة يبرين بكونها مكان انطلاقة تأسيس الدولة السعودية الثالثة بقيادة الملك عبد العزيز بن عبد الرحمن آل سعود، حيث كانت مركز تجمع وقاعدة له ولرجاله بعد تجولهم في أماكن عديدة وذلك بعد خروجه من الكويت عام 1319هجري /1901- 1902 م.
مكث عبد العزيز آل سعود – يرحمه الله – في هجرة يبرين خمسين يوماً، من غرة شعبان إلى العشرين من شهر رمضان، عندما كان قادماً من دولة الكويت، متجهاً لفتح الرياض، وانتهت الرحلة بفتح الرياض عام 1319هـ.
واكتشف في وقت سابق غنى هجرة يبرين بثروة البترول، التي تنتج أربعة ملايين و700 ألف قدم مكعب من الغاز يومياً، ويتدفق حوالي خمسة آلاف ومائة برميل يومياً، من الزيت الخفيف جداً، من “حقل يبرين”، الذي يقع على الحافة الجنوبية لحقل الغوار، الذي اكتشف في 1/27/ 1424هـ، كما أنها غنية بالثروة الزراعية، ففيها 700 مزرعة، وإذ يبلغ عدد سكانها عشرة آلاف نسمة، يعمل أغلبهم في الرعي وتربية الماشية.
قبل عدة عقود كانت يبرين محمية بسور من الحجارة والطين وتمثل واحة زراعية قديمة وعثر فيها العديد من الأدوات الحجرية ذات التقليد الصناعي والبيوت ذات الطراز القديم. وتتوفر فيها الكثير من المرافق والخدمات الحكومية، فتم تعبيد الطريق من حرض إلى يبرين ويوجد بها بلدية تخدم الواحة والهجر الكثيرة حولها في الصحراء- كما يوجد مركز للشرطة، وآخر للدفاع المدني، ومركز صحي، ومركز لهيئة الأمر بالمعروف والنهي عن المنكر، وتوجد فيها المدارس للبنين والبنات، وحديقة للنزهة، ومركز رياضي للشباب.

## سبب التسمية
يبرين جاء من مشتقين «يب» أي التمر و «رين» مجرى النهر واختلفت التسميات ولكن لكثرة النخيل فيها قد تكون التسمية صحيحة.

## مشاريع بلدية يبرين
أوضح المتحدث الرسمي بأمانة الأحساء خالد بوشل «أن تنفيذ هذه المشاريع في مدينة يبرين وتوابعها يأتي امتداداً لخطط الأمانة ودراساتها التنفيذية للمشاريع التطويرية والخدمية في المدن والبلدات والهجر». ومن ضمن المشروعات
- سفلتة طرق يبرين وقراها.
- إنشاء مركز يبرين الحضاري.
- إنشاء منتزة يبرين العام.
- تحسين مداخل ومخارج يبرين.
- إنشاء أسواق عامة في مدينة يبرين وهجرة حرض.
- إنشاء مضامير مشاة لرياضة المشي.